# Pseudoparatanais batei
Pseudoparatanais batei är en kräftdjursart som först beskrevs av Georg Ossian Sars 1882.  Pseudoparatanais batei ingår i släktet Pseudoparatanais, överfamiljen Paratanaoidea, ordningen tanaider, klassen storkräftor, fylumet leddjur och riket djur. Inga underarter finns listade i Catalogue of Life.